# Allison J. Barnett
Allison Joseph Barnett (* 2. April 1892 in Kentucky; † 7. Oktober 1971 in San Antonio, Texas) war ein Generalmajor der United States Army. Er war unter anderem Kommandeur zweier Infanteriedivisionen.

## Leben
Allison Barnett war ein Sohn von Cicero Maxwell Barnett (1864–1915) und dessen Frau Alice Dee Bennett (1866–1937). Er besuchte die öffentlichen Schulen seiner Heimat. Zwischen 1907 und 1913 war er Soldat in der Kentucky National Guard, in der er bis zum Feldwebel aufstieg. Nach dem amerikanischen Eintritt in den Ersten Weltkrieg im Jahr 1917 trat er erneut der Nationalgarde seines States bei, wo er den Grad eines Hauptmanns erhielt. Über eine aktive Kriegsteilnahme am Ersten Weltkrieg gibt es in den Quellen keine Angaben.
Im Jahr 1920 gelangte er als Leutnant in das Offizierskorps des regulären US-Heeres. In der Armee durchlief er anschließend alle Offiziersränge vom Leutnant bis zum Zwei-Sterne-General. Im Lauf seiner militärischen Karriere absolvierte Barnett verschiedene Kurse und Schulungen. Dazu gehörten unter anderem das Command and General Staff College und die Air Corps Tactical School.
In den 1920er und 1930er Jahren versah er den für Offiziere in den entsprechenden Rangstufen üblichen Dienst in verschiedenen Einheiten und Standorten. Dazu gehörten auch Aufgaben als Stabsoffizier in verschiedenen Hauptquartieren. Er absolvierte die erwähnten Schulen und war auch an einigen militärischen Bildungseinrichtungen als Dozent für Militärwissenschaft tätig. Zwischenzeitlich war er auch auf den Philippinen stationiert. Im Sommer 1941 wurde er zu den United States Army Air Forces versetzt. Diese bildeten die Luftstreitkräfte des US-Heeres und waren ein direkter Vorläufer der United States Air Force. In der Folge war er Stabschef beim Western Defense Command, das für die Koordination der Verteidigung der amerikanischen Westküste zuständig war und damals von John Lesesne DeWitt kommandiert wurde.
Nach dem Eintritt der Vereinigten Staaten in den Zweiten Weltkrieg kehrte Allison Barnett zur Infanterie zurück. Im Jahr 1942 war er für einige Monate Stabsoffizier bei der 93. Infanteriedivision. Diese war damals noch nicht aktiv am Kriegsgeschehen beteiligt. Als sie im Jahr 1944 auf dem asiatischen Kriegsschauplatz zum Einsatz kam, gehörte Barnett längst nicht mehr dem Divisionsstab an. Zwischen 1942 und 1944 war er Stabschef im Hauptquartier der US Forces South Pacific Area.
Im Juli 1944 erhielt Barnett das Kommando über die 70. Infanteriedivision. Diese war zunächst in Fort Leonard Wood in Missouri stationiert. Ende des Jahres 1944 gelangte die Division auf dem europäischen Kriegsschauplatz zum Einsatz. Teile der Division waren an der Abwehr der deutschen Ardennenoffensive beteiligt. Andere Divisionsteile bekämpften das deutsche Unternehmen Nordwind im Elsass und in Lothringen. In der Folge drang Barnetts Division zusammen mit anderen alliierten Einheiten bis zum Kriegsende weit nach Deutschland vor. Barnett behielt sein Kommando bis zum Juli 1945 und wurde dann von Thomas W. Herren abgelöst.
Als Nächstes erhielt er den Oberbefehl über die 94. Infanteriedivision, den er in den Jahren 1945 und Februar 1946 innehatte. Die Division war zunächst in Deutschland und dann von Juni bis November 1945 in der Tschechoslowakei stationiert, wo sie die damalige amerikanische Militärregierung unterstützte. Anschließend wurde sie in die Vereinigten Staaten zurückverlegt und im Februar 1946 in Camp Kilmer in New Jersey deaktiviert. Danach wurde er zum Stab der 1. Armee versetzt. Am 31. Oktober 1947 schied er aus dem aktiven Militärdienst aus.
Der mit Mary Elizabeth Collins (1905–1979) verheiratete Offizier verbrachte seinen Lebensabend in San Antonio, wo er am 7. Oktober 1971 an den Folgen eines Herzinfarkts verstarb. Er fand seine letzte Ruhestätte auf dem Fort Sam Houston National Cemetery.

## Orden und Auszeichnungen
Allison Barnett erhielt im Lauf seiner militärischen Laufbahn unter anderem folgende Auszeichnungen:
- Army Distinguished Service Medal
- Legion of Merit
- Bronze Star Medal
- Army Commendation Medal